# Tracy-Bocage

Tracy-Bocage este o comună în departamentul Calvados, Franța. În 1 ianuarie 2022 avea o populație de 305 de locuitori.